# ヨーロッパの地域
ヨーロッパの地域（ヨーロッパのちいき、Regions of Europe）では、ヨーロッパの地域に関する記述。
ユーラシア大陸の最西端に位置するヨーロッパは、地理的、文化的、歴史的要因に基づいて地域や小地域に分けられることが多い。ヨーロッパの地域構成に普遍的な合意はないため、個々の国の位置づけは使用される基準によって異なる場合がある。例えば、バルカン半島はヨーロッパ内の明確な地理的地域であるが、個々の国は南東ヨーロッパや南ヨーロッパに分類されることもある。

## 地域分け
コンパスの方位によるグループ分けでは、ヨーロッパは最も定義が難しい。というのも、ヨーロッパの中点に関する計算がいくつかあり（他の問題もある）、「東」と「西」という純粋な地理的基準は、冷戦時代にこれらの言葉が獲得した政治的意味と混同されがちだからである。

## 北ヨーロッパ

### 概要
主に北海と北極海に面するヨーロッパの地域。

### 気候
北ヨーロッパはヨーロッパの中でも寒冷で、毎年のように雪が降る。しかし、メキシコ湾から流れ込む温かい北大西洋海流と偏西風によって緯度の割に温かい。ノルウェーやスコットランド沿岸ではフィヨルドという地形が見られる。これらは陸地でできた氷河が海に流れ込むときの侵食によってできている。北部では気温が極めて低くなることが地形にも現れている。そのため一般的には農業（植物系）に向いているとは言えない。

### 属する国
※同じ国が違う地域に分類されることがあるのは様々な分け方があるため。
- アイスランド
- アイルランド
- イギリス（イングランド、スコットランド、ウェールズ、北アイルランド）
- スウェーデン
- デンマーク
- ノルウェー
- フィンランド

### 歴史
北ヨーロッパは南ヨーロッパと違い太古から文明が進んでいたわけではいなかった。しかしローマ帝国が滅ぶと、かつてローマ帝国などで蛮族と呼ばれていたゲルマン人たちが栄え始めた。この類にヴァイキングやイギリスの七王国などの勢力が存在する。
現代でも君主制が多いのも特徴である。例えば、グレートブリテン及び北アイルランド連合王国、ノルウェー王国、スウェーデン王国やデンマーク王国がある。
王国であるにもかかわらず、とくに主に北欧と言われるノルウェー、スウェーデン、フィンランドでは進んだ社会保証制度が採用されている。太古と比べて極めて文明的な国々になったと言える。

## 西ヨーロッパ

### 概要
ヨーロッパの西側で主に大西洋に面した地域。

### 気候
西ヨーロッパはヨーロッパの中でも比較的過ごしやすい気候である。暑いときもあれば寒いときもあるが、一般の人が適応できる範囲内である。夏はビーチで過ごし、冬はスキーに行くことも可能。雨は降らないことは無いが、降りすぎることも無い。

### 属する国
※同じ国が違う地域に分類されることがあるのは様々な分け方があるため。
- アイルランド
- イギリス（イングランド、スコットランド、ウェールズ、北アイルランド）
- オランダ
- オーストリア
- スイス
- ドイツ
- フランス
- ベルギー
- モナコ
- リヒテンシュタイン
- ルクセンブルク

### 歴史
西ヨーロッパは太古からローマ帝国の影響を大きく受けていた。16世紀に宗教改革が起きたのも西ヨーロッパで古くから発達した文明があったことがわかる。特に近世フランスでは文化や価値観が次々と生まれてヨーロッパの花のような存在であった。
フランス革命が起こったのも西ヨーロッパで、新しい考え方が多く生まれた。二度の世界大戦で大きな被害を受けてそこから復活して、現代に至る。
観光産業が盛んなのも古くから発達した文化の影響といえる。

## 南ヨーロッパ

### 概要
バルカン半島、イベリア半島、地中海に面した地域。

### 気候
南ヨーロッパはヨーロッパの中では一番暖かい地域である。暖かいため、地中海に面するビーチのリゾートに泊まる人が多くいる。
この気候を利用したオリーブやぶどうの栽培が盛ん。
ぶどうの栽培が盛んなため、ワインの生産も盛ん。

### 属する国
※同じ国が違う地域に分類されることがあるのは様々な分け方があるため。
- アンドラ
- アルバニア
- イタリア
- キプロス（審議）
- 北マケドニア
- ギリシャ
- クロアチア
- コソボ
- サンマリノ
- スペイン
- スロベニア
- セルビア
- バチカン市国
- ブルガリア
- ボスニア・ヘルツェゴビナ
- ポルトガル
- マルタ
- モナコ
- ルーマニア

### 歴史
南ヨーロッパは太古からローマ帝国やマケドニア王国、アテネポリス、スパルタなど発達した文明が存在した。しかしローマ帝国が滅ぶと今までの栄光はすべて消えることになる。
蛮族が南下して支配域を広げることによって元来住んでいたラテン人達は卑屈な生活を強ているます。
しかし時が過ぎるとともに教皇領ができたり、新しい国々ができたりと元の姿を取り戻していった。
二度の世界大戦によって大ダメージを受けるがユーゴスラビア紛争を経て現在はほとんど平和な状態である。

## 東ヨーロッパ

### 概要
過去にソ連の影響を受けた地域や、単にヨーロッパの東側に属する地域。。

### 気候
南北に長い地域のため、気候は場所によって様々で、南の方（バルカン半島など）では暖かいことがあったり、北の方（バルト三国など）では極寒の日々が続いたりする。
気温のせいで農業がむずかしいため、寒さに強いライ麦が多く食べられている。

### 属する国
※同じ国が違う地域に分類されることがあるのは様々な分け方があるため。
- アゼルバイジャン（審議）
- アルバニア
- アルメニア（審議）
- ウクライナ
- エストニア
- 北マケドニア
- クロアチア
- コソボ
- ジョージア（審議）
- スロバキア
- スロベニア
- セルビア
- チェコ
- ハンガリー
- ブルガリア
- ベラルーシ
- ボスニア・ヘルツェゴビナ
- ポーランド
- モルドバ
- ラトビア
- リトアニア
- ルーマニア
- ロシア

### 歴史
東ヨーロッパは昔からスラヴ人が住んでいる土地だったが13世紀ごろにモンゴル帝国が攻め込んでたくさんのモンゴロイド系の人種も東ヨーロッパに住むようになった。その１つにマジャル人（ハンガリー人）がいる。
19世紀になると東ヨーロッパのほとんどはロシア帝国の影響下に置かれることになる。しかし20世紀になると社会主義革命がロシアで起こってソ連ができた。
東ヨーロッパは第二次世界大戦ではたくさんの犠牲者を出した。大戦後東ヨーロッパは再びソ連の影響下におかれ東側諸国と呼ばれるようになった。しかしソ連の崩壊とともに多くの国が民主化しユーゴスラビア紛争を経て現在に至る。
争いは今も続いていて、決して安全になったとは言ないん。